# Nicolás Sarquís
Nicolás Sarquís (Banfield, 6 de març de 1938-Balvanera, 19 d'abril de 2003) va ser un director de cinema argentí.

## Carrera professional
El seu primer llargmetratge com a director va ser Palo y hueso (1967), amb un grup d'egressat de l'Institut de Cinematografia de la Universitat Nacional del Litoral. Va ser filmada a San José del Rincón a la província de Santa Fe.
El film, realitzat sobre un conte de Juan José Saer, tracta d'un vell pagès que compra la filla d'un amic per a fer-la la seva dona i en portar-la comprova que un fill ha tingut relacions amb ella. Els joves decideixen anar-se a la ciutat però l'ancià va després d'ells. L'elenc l'encapçalaven Miguel Ligero i Héctor da Rosa, Va obtenir una qualificació "B" per l'Instituto Nacional del Cine que després, principalment per pressió del periodisme, degué canviar-la a "A", és a dir d'exhibició obligatòria. Alguns dels comentaris de premsa van ser:
La Prensa va opinar:
| « | «El seu magistral sentit dramàtic i la seva riquesa de significats permeten passar per alt algunes imperfeccions.» | » |

La revista Panorama va dir:
| « | «Cada personatge queda definit gairebé sense parlar… agut registre caracteriològic. Miguel lleuger, particularment excel·lent.» | » |

Manrupe i Portela escriuen:
| « | «Un tractament sec, sense ornaments, és el vehicle triat per a narrar una història d'éssers que baixen el cap davant el destí marcat. El resultat és un film gairebé documental, auster i estimable.» | » |

## Filmografia
Com a director
- Después de hora (1965)
- Palo y hueso (1967)
- Talampaya (1971)
- Navidad para mi pueblo (1972)
- La muerte de Sebastián Arache y su pobre entierro (1977)
- El hombre del subsuelo (1981)
- El fin de Heginio Gómez (1990)
- Facundo, la sombra del tigre (1994)
- Sobre la tierra (1998)

Com a ajudant de direcció
- La culpa (1969)